# Zastawiska
Zastawiska – przysiółek wsi Stanisław Dolny w Polsce, położony w województwie małopolskim, w powiecie wadowickim, w gminie Kalwaria Zebrzydowska, na Pogórzu Wielickim, na wysokości 280–350 m n.p.m., przy drodze lokalnej Kalwaria Zebrzydowska – Stanisław – Wadowice, na północ od Kalwarii .
W latach 1975–1998 przysiółek położony był w województwie bielskim.